# Starkenberg
Starkenberg ist eine Gemeinde im thüringischen Landkreis Altenburger Land. Sie ist die bevölkerungsmäßig zweitgrößte und flächenmäßig größte Gemeinde in der Verwaltungsgemeinschaft Rositz, deren Sitz sich in der gleichnamigen Gemeinde befindet.

## Geografie
Starkenberg liegt etwa 9 km westlich von Altenburg im Altenburg-Zeitzer Lößhügelland, einem Teilgebiet der Leipziger Tieflandsbucht. Der Gerstenbach durchfließt die Gemeinde im Süden.

### Nachbargemeinden
Angrenzende Gemeinden sind Kriebitzsch, Monstab, Göhren, Göllnitz, Mehna, Dobitschen und die Stadt Schmölln im Landkreis Altenburger Land sowie Elsteraue mit dem Ortsteil Spora und Zeitz mit dem Ortsteil Kayna im sachsen-anhaltischen Burgenlandkreis.

### Gemeindegliederung
Die Gemeinde setzt sich aus dem Hauptort und drei Ortsteilen (Großröda, Naundorf, Tegkwitz) mit insgesamt 18 Ortslagen zusammen:
| Ortsteil    | Urkundliche Ersterwähnung | Einwohnerzahl1 | Eingemeindung                    |
| ----------- | ------------------------- | -------------- | -------------------------------- |
| Breesen     | 1. April 1250             | 18             | 1. Juli 1950 (nach Tegkwitz)     |
| Dobraschütz | 1360                      | 64             | 1. Juli 1950 (nach Kraasa)       |
| Dölzig      | 1. April 1154             | 15             | 1. Juli 1950                     |
| Großröda    | 976                       | 225            | 1. Januar 2012                   |
| Kleinröda   | 1703                      | 96             | 1923 (nach Posa)                 |
| Kostitz     | 24. April 1182            | 394            | 1. Juli 1950                     |
| Kraasa      | 1181–1224                 | 97             | 1. Januar 1957 (nach Naundorf)   |
| Kreutzen    | 1181–1224                 | 16             | 1. Juli 1950 (nach Tegkwitz)     |
| Misselwitz  | 1181–1214                 | 10             | 1. Dezember 2008 (mit Tegkwitz)  |
| Naundorf    | 1181–1214                 | 207            | 1. Dezember 2008                 |
| Neuposa     | 1920                      | 193            | 1. Januar 1974 (mit Posa)        |
| Oberkossa   | 1. November 1291          | 51             | 1. Juli 1950 (nach Kraasa)       |
| Pöhla       | 1336                      | 80             | 1. Juli 1950                     |
| Posa        | 4. Mai 1296               | 33             | 1. Januar 1974                   |
| Starkenberg | 29. Januar 1222           | 280            |                                  |
| Tanna       | 3. Juni 1274              | 25             | 1. Oktober 1938 (nach Wernsdorf) |
| Tegkwitz    | 13. März 1143             | 276            | 1. Dezember 2008                 |
| Wernsdorf   | 12. März 1279             | 51             | 1. Juli 1950 (nach Naundorf)     |

Quelle: starkenberg.info

## Geschichte

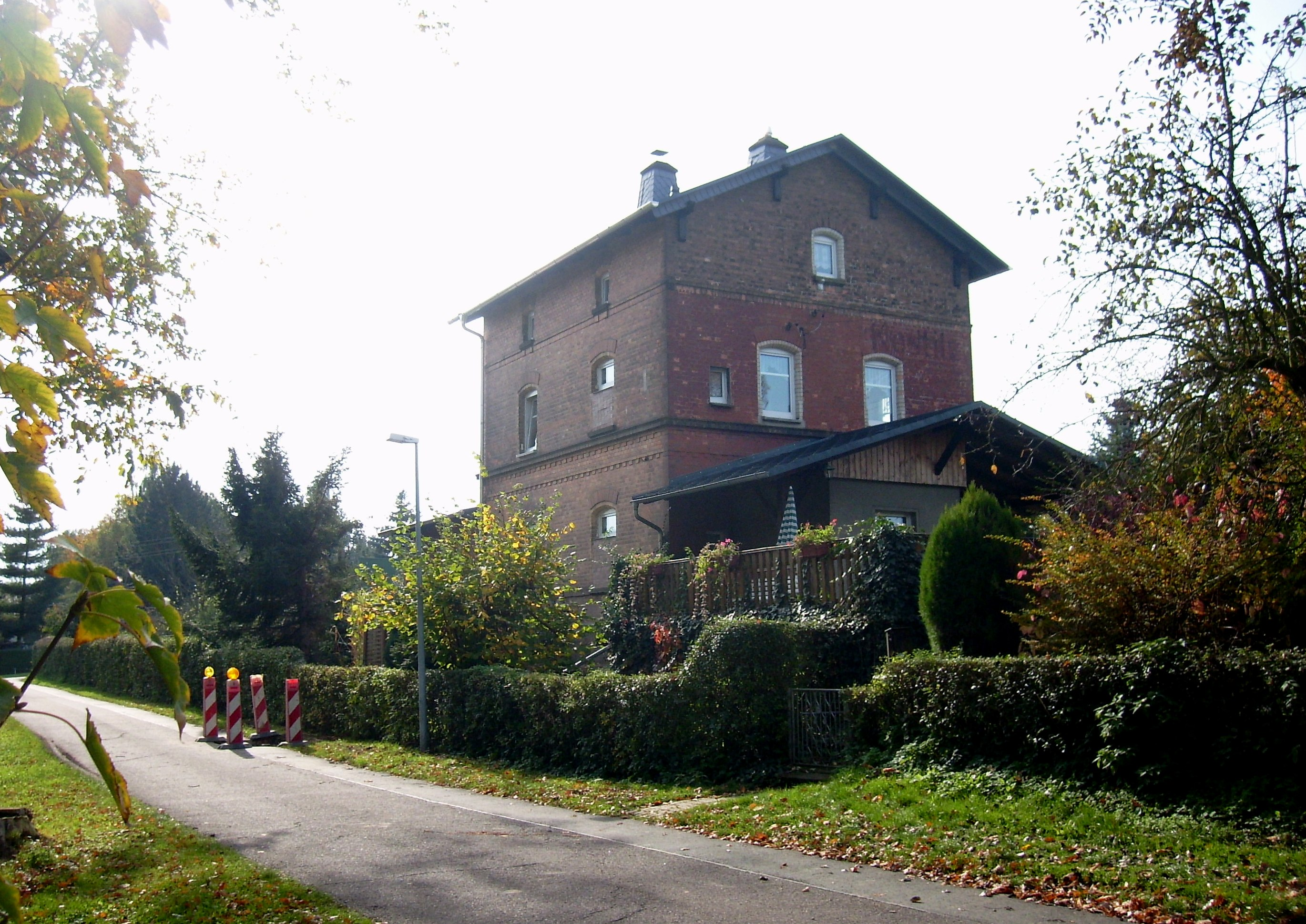
Bahnhof Starkenberg

Die benachbarten Orte Starkenberg und Tegkwitz sind Herkunftsorte eines burggräflichen Geschlechts „Erkenbertinger“. Im Jahre 1088 wurde ein Zeuge in einer Naumburger Urkunde erwähnt. Bekannt wurde dann 1143–1171 der Reichsministeriale Erkenbert von Tegkwitz, der zur Erschließung des Erzgebirges beigetragen hat. Im Jahre 1222 bezeichnete sich ein Zweig der Familie als Burggrafen von Starkenberg. Der Zweig starb im 15. Jahrhundert aus und die Burg Starkenberg wurde nach der Zerstörung durch die Hussiten abgerissen. Danach hatte das neu errichtete Rittergut in Kostitz die Erbgerichtsbarkeit über Starkenberg, Posa und Pöhla. Das Schloss wurde nach der Bodenreform 1945 abgerissen, das Pächterhaus war bis 2009 Sitz der Gemeindeverwaltung. Seitdem befindet sich der Gemeindesitz im sanierten Gasthof Zur Linde. Eine Kapelle wurde bereits 1559 abgebrochen. Im Jahre 1705 wurde eine Mühle erbaut, wobei heute nur noch ein späteres Wohnhaus des Müllers aus dem Jahre 1815 steht.
Starkenberg gehörte bis ins 19. Jahrhundert zum wettinischen Amt Altenburg, welches ab dem 16. Jahrhundert aufgrund mehrerer Teilungen im Lauf seines Bestehens unter der Hoheit folgender Ernestinischer Herzogtümer stand: Herzogtum Sachsen (1554 bis 1572), Herzogtum Sachsen-Weimar (1572 bis 1603), Herzogtum Sachsen-Altenburg (1603 bis 1672), Herzogtum Sachsen-Gotha-Altenburg (1672 bis 1826). Bei der Neuordnung der Ernestinischen Herzogtümer im Jahr 1826 kam der Ort wiederum zum Herzogtum Sachsen-Altenburg.
Nach der Verwaltungsreform im Herzogtum gehörte Starkenberg bezüglich der Verwaltung zum Ostkreis (bis 1900) bzw. zum Landratsamt Altenburg (ab 1900). Juristisch war ab 1879 das Amtsgericht Altenburg und seit 1906 das Amtsgericht Meuselwitz für den Ort zuständig. Zwischen 1887 und 1972 führte durch Kostitz die Bahnstrecke Meuselwitz–Ronneburg, die allerdings aufgrund des Braunkohlenbergbaues zwischen Großröda und Meuselwitz abgetragen wurde. Der Haltepunkt „Kostitz“ wurde 1955 in „Starkenberg“ umbenannt. Das Bahnhofsgebäude ist jetzt ein Wohnhaus mit Gaststätte.
Starkenberg gehörte ab 1918 zum Freistaat Sachsen-Altenburg, der 1920 im Land Thüringen aufging. 1922 kam der Ort zum Landkreis Altenburg. Am 1. Juli 1950 wurden die Gemeinden Kostitz und Dölzig eingemeindet. Bei der zweiten Kreisreform in der DDR wurden 1952 die bestehenden Länder aufgelöst und die Landkreise neu zugeschnitten. Somit kam die Gemeinde Starkenberg mit dem Kreis Altenburg an den Bezirk Leipzig; jener gehörte seit 1990 als Landkreis Altenburg zu Thüringen und ging 1994 im Landkreis Altenburger Land auf. Zu Zeiten der DDR wurden am 1. Januar 1967 der Ort Pöhla und am 1. Januar 1974 die Gemeinde Posa mit den Ortsteilen Neuposa und Kleinröda eingemeindet. Am 1. Dezember 2008 wurden die ehemals selbständigen Gemeinden Naundorf und Tegkwitz in die Gemeinde Starkenberg eingegliedert. Am 1. Januar 2012 folgte die Gemeinde Großröda. Eine geplante Fusion mit Rositz im Zuge der Gebietsreform in Thüringen wurde vorerst auf Eis gelegt.

### Einwohnerentwicklung

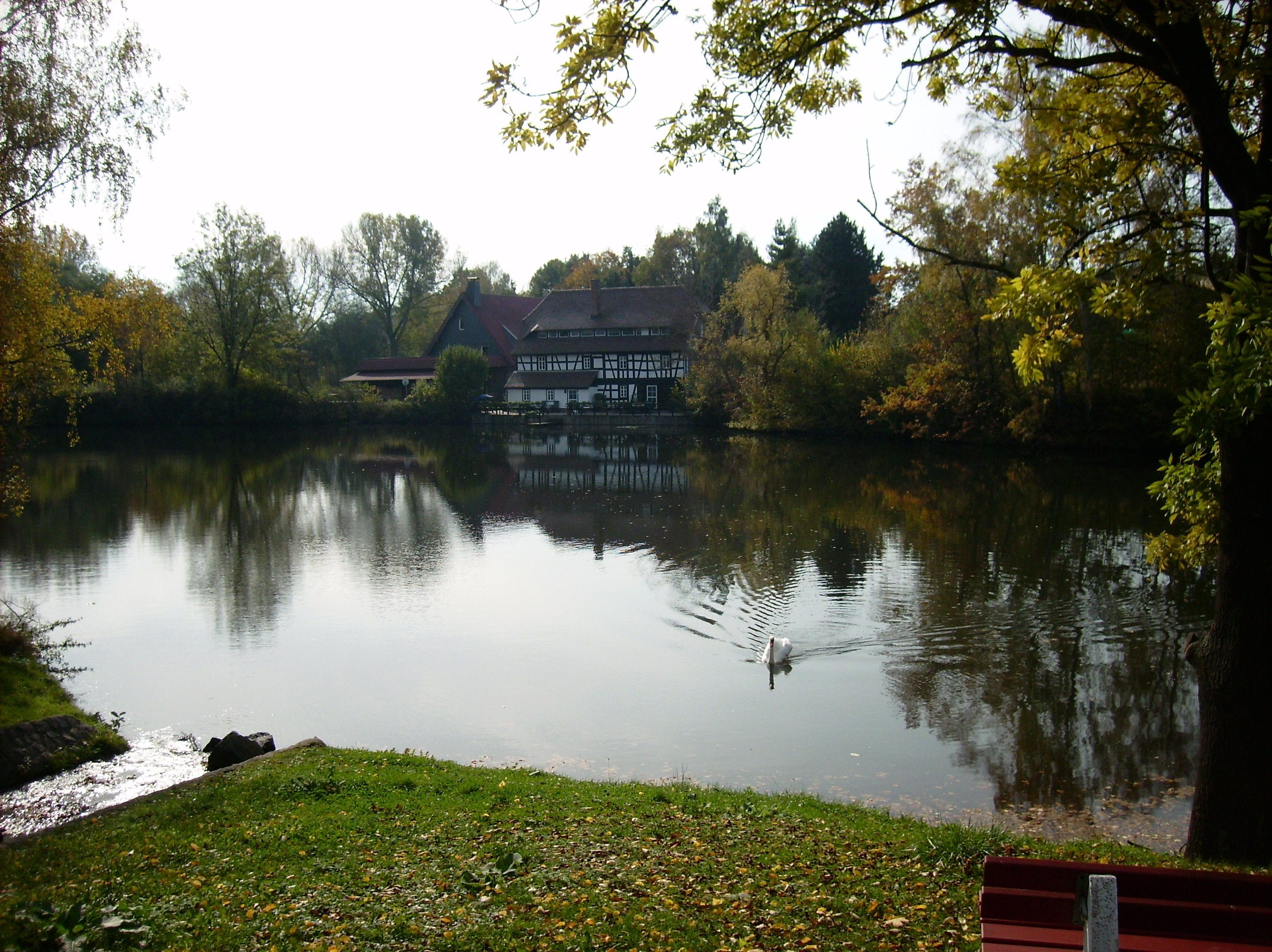
Mühle in Kostitz

Entwicklung der Einwohnerzahl (Stand jeweils 31. Dezember):
| - 1994: 1.319 - 1995: 1.312 - 1996: 1.342 - 1997: 1.337 - 1998: 1.345 - 1999: 1.351 | - 2000: 1.307 - 2001: 1.290 - 2002: 1.276 - 2003: 1.260 - 2004: 1.239 - 2005: 1.226 | - 2006: 1.192 - 2007: 1.170 - 2008: 1.936 - 2009: 1.915 - 2010: 1.904 - 2011: 1.853 | - 2012: 2.054 - 2013: 2.013 - 2014: 1.989 - 2015: 1.963 - 2016: 1.905 - 2017: 1.890 | - 2018: 1.872 - 2019: 1.888 - 2020: 1.865 - 2021: 1.833 - 2022: 1.832 - 2023: 1.802 |

Datenquelle: Thüringer Landesamt für Statistik

## Burgstall Burg Starkenberg
Burg Starkenberg ist eine abgegangene Burg, ein sogenannter Burgstall.
Burg Starkenberg, Stammsitz der Burggrafen von Starkenberg, befand sich ursprünglich auf einem Bergsporn mitten im Ort, heute zwischen den Straßen „Fleischerberg“ und „Malzgasse“ gelegen. Das Areal des Bergsporns ist heute (Stand: 2018) mit Häusern bebaut. Es wurde zusammen mit einem erhaltenen Keller der Burg um/vor 1997 unter Denkmalschutz/Bodendenkmalschutz gestellt. Der Burgkeller ist ein 24 m langes, 3 m breites und 2 m hohes Tonnengewölbe, welches mit Sandsteinquadern ausgemauert ist. Das Landesdenkmalamt datierte das Kellergewölbe auf die Zeit um 1430. Der Keller befindet sich auf dem Privatgrundstück „Malzgasse Nr.40“ und ist nur durch ein altes Haus zugängig. Oberirdisch sind von der Burg keinerlei Mauerreste, (eindeutig identifizierbare) Gräben oder Wälle zu erkennen.
Am 7. Februar 1249 stellt der böhmische König Wenzel I. in Saaz dem Burggrafen Erkenbert von Starkenberg eine Urkunde aus, die ihm den Besitz der Stadt Aussig und des Gutes Potschappel (Počaply (Králův Dvůr)?) übereignet für geleistete Dienste und die gehaltene Treue in einer Zeit von Aufständen in Böhmen.
Zu den Burggrafen von Starkenberg siehe auch:
- von Tegkwitz (Adelsgeschlecht)
- ehem. Wasserburg von Tegkwitz, siehe Tegkwitz#Geschichte
- Amt Stollberg (Erzgebirge) mit der „Staleburc“/Burg Hoheneck
- Crossener Geschichte

Zu den Erkenbertingern (Gesamtfamilie) siehe auch:
- Burg Dohna
- Heinrich I. (Dohna)
- Liste der Burggrafen von Dohna
- abgegangenes Schloss Rötha

## Kultur und Sehenswürdigkeiten
Im Ortskern von Starkenberg existieren rund um den historischen Gasthof zahlreiche architektonisch wertvolle Fachwerkhäuser. Im Ortsteil Kostitz steht das Pächterwohnhaus des ehemaligen Rittergutes und das Wohnhaus des Müllers. In Naundorf ist ein Kunsthaus zu besichtigen. Besonders sehenswert sind die beiden bekannten Altenburger Vierseithöfe in Breesen und Dobraschütz sowie die vier Kirchen in Dobraschütz, Großröda, Tegkwitz und Wernsdorf.

## Politik

### Gemeinderat
Seit der Kommunalwahl am 26. Mai 2024 setzt sich der Gemeinderat wie folgt zusammen:
- Wählergemeinschaft Starkenberg: 11 Sitze (Stimmenanteil 91,7 %)
- Moderne Denker für Starkenberg: 1 Sitz (Stimmenanteil 8,3 %)

Die Wahlbeteiligung lag bei 68,9 %.

### Bürgermeister
Lange Zeit war der bis 2004 für die SPD kandidierende Wolfram Schlegel Bürgermeister. Er wurde zuletzt am 5. Juni 2016 mit einer Mehrheit von 86,7 % und einer Wahlbeteiligung von 51,1 % (+ 4,5 %) im Amt bestätigt.
Seit dem Jahr 2022 ist der parteilose Andreas Zetsche Bürgermeister der Gemeinde Starkenberg. Schlegel trat altersbedingt nicht erneut an.

### Gemeindepartnerschaft
Seit 1993 ist Starkenberg mit der Gemeinde Starkenburg an der Mosel in Rheinland-Pfalz durch eine Gemeindepartnerschaft verbunden.

## Bildung
Im Ortsteil Posa befindet sich eine Grundschule. Die Schule im Ortsteil Starkenberg wurde nach Eröffnung der zentralen Schule in Posa geschlossen.

## Telefonvorwahlen
Die Gemeinde besitzt vier verschiedene Telefonvorwahlen. Während Starkenberg mit Dölzig, Kleinröda, Kostitz, Neuposa, Pöhla und Posa sowie Großröda über die Vorwahl von Meuselwitz (03448) zu erreichen sind, besitzt der Ortsteil Naundorf mit Dobraschütz, Kraasa, Oberkossa, Tanna und Wernsdorf die Vorwahl von Dobitschen (034495). Der Ortsteil Tegkwitz mit Ausnahme von Breesen, der die Altenburger Vorwahl (03447) hat, mit Kreutzen und Misselwitz ist über die Rositzer Vorwahl (034498) erreichbar.

## Wirtschaft und Infrastruktur

### Verkehr

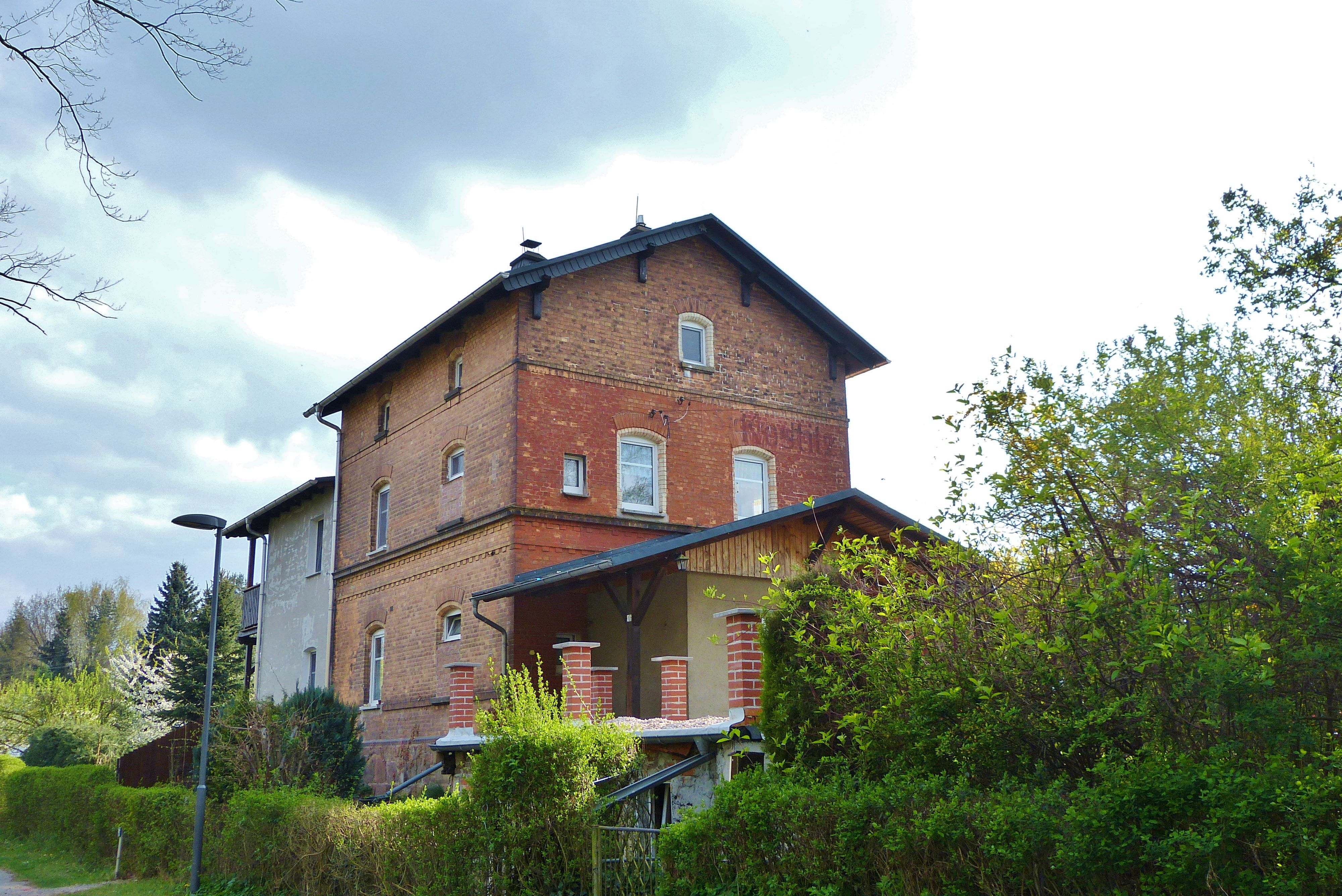
Ehemaliger Bahnhof Kostitz

Durch das Gemeindegebiet verlief die Bahnstrecke Meuselwitz–Ronneburg, welche zwischen Meuselwitz und Dobitschen abgebaut ist. Für die Reststrecke liegt die Betriebsführung seit dem 1. März 2014 bei den Starkenberger Baustoffwerken.

### Wasserver- und Abwasserentsorgung
Die Aufgaben der Wasserver- und Abwasserentsorgung hat die Gemeinde dem Zweckverband Wasserver- und Abwasserentsorgung Altenburger Land übertragen.

## Persönlichkeiten
- Christian Adolf von Seckendorff (* 4. Oktober 1767; † 29. August 1833 in Luzern), Schriftsteller

## Belege
1. ↑  Bevölkerung der Gemeinden vom Thüringer Landesamt für Statistik (Hilfe dazu).
2. ↑  Wolfgang Kahl: Ersterwähnung Städte und Dörfer. Verlag Rockstuhl, Bad Langensalza 2001, ISBN 3-934748-58-9, S. 1–67.
3. ↑  Gemeinde Starkenberg. starkenberg.info, abgerufen am 8. November 2019.
4. ↑  Thomas Bienert: Mittelalterliche Burgen in Thüringen. Wartberg Verlag 2000, ISBN 3-86134-631-1, S. 23.
5. ↑  Forschung: Rittergüter im Altenburger Land. Museum Schloss Posterstein, archiviert vom Original (nicht mehr online verfügbar) am 26. Januar 2021; abgerufen am 3. März 2021.
6. ↑  Das Amt Altenburg im Buch „Geographie für alle Stände“, ab S. 201. Abgerufen am 3. März 2021.
7. ↑  Adolf Stieler: Die Orte des Amts Altenburg in „Geographische Übersicht der sachsen-ernestinischen, schwarzburgischen, reußischen und der anliegenden Lande“, Gotha 1826, ab S. 83. Abgerufen am 3. März 2021.
8. ↑  Der Ostkreis des Herzogtums Sachsen-Altenburg im Gemeindeverzeichnis 1900. Archiviert vom Original (nicht mehr online verfügbar) am 9. April 2023; abgerufen am 29. Juli 2025.
9. ↑  Das Landratsamt Altenburg im Gemeindeverzeichnis 1900. Archiviert vom Original (nicht mehr online verfügbar) am 1. Juli 2022; abgerufen am 23. Juli 2025.
10. ↑  Kostitz auf der Website der Gemeinde Starkenberg Abgerufen im Internet am 12. Mai 2012
11. ↑  Der Haltepunkt Starkenberg auf www.sachsenschiene.net
12. ↑  LVZ-Online: Starkenberg legt Verhandlungen mit Rositz auf Eis. Abgerufen am 21. August 2017.
13. ↑  "750 Jahre Schloß Voigtsberg 1249-1999 und die Gemeinde Voigtsberg im Wandel der Zeit", Voigtsberger Museumsreihe Band 2, Stadt Oelsnitz/Vogtl., 1999, S. 8 u. 17-19 (auf den Seiten 17 bis 19 die Abbildung der Urkunde mit der Übersetzung ins heutige Deutsch)
14. ↑  Kirche in Dobraschütz
15. ↑  Ergebnisse der Bürgermeisterwahl Landeswahlleiter Thüringen, abgerufen am 1. August 2016
16. ↑  Der Ortsteil Starkenberg auf der Website der Gemeinde Starkenberg
17. ↑  eisenbahn-magazin, Heft 5, 2014, S. 20